# علم كاليفورنيا

علم الدب المعاصر لكاليفورنيا.

علم حاكم كاليفورنيا.

علم الدب هو العلم الرسمي لولاية كاليفورنيا. استعمل العلم لأول مرة في 1846 في ثورة علم الدب وعرف بعلم الدب لكن لم يتخذ كعلم رسمي حتى القرن العشرين.

## العلم الحالي

### التصميم

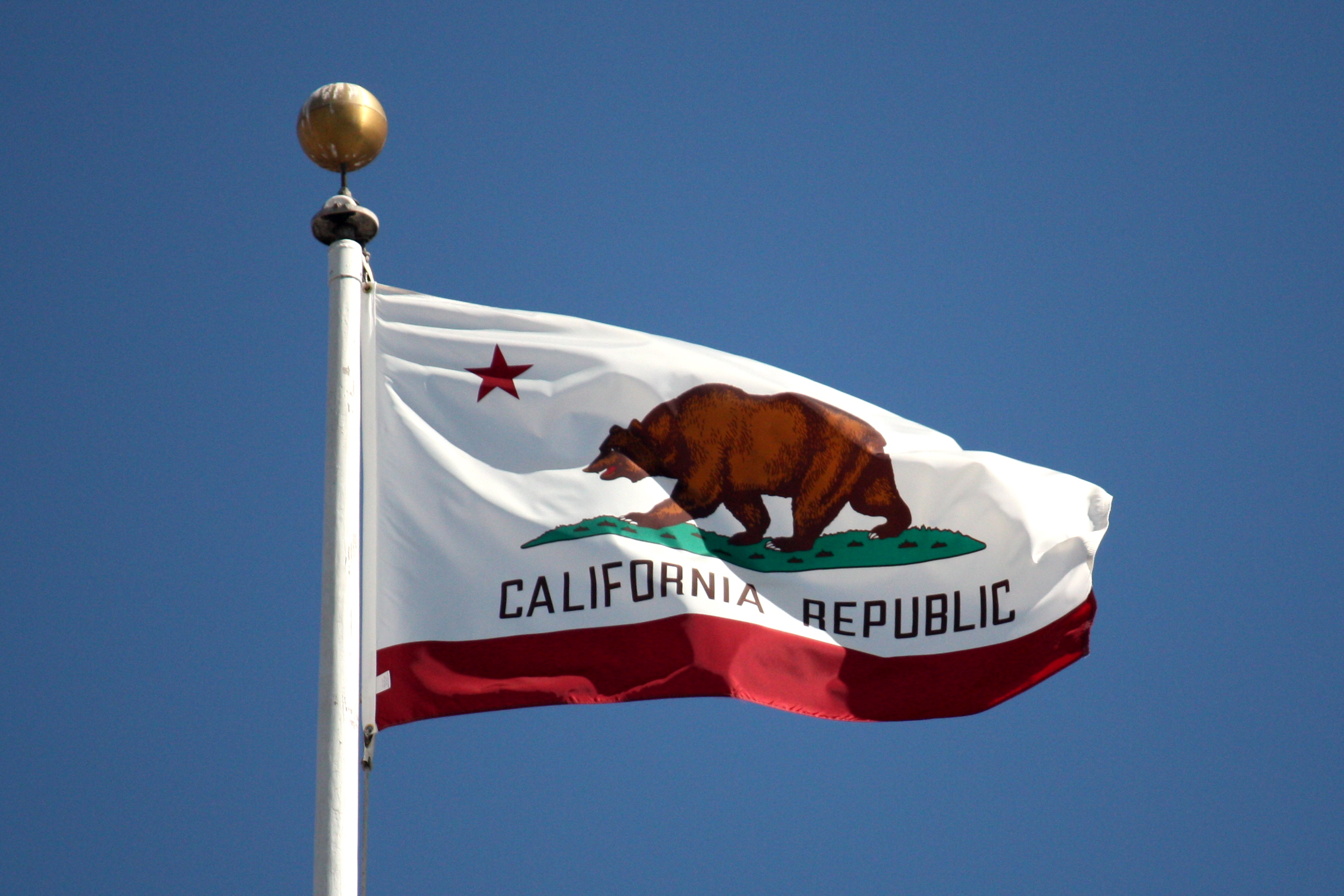
علم الولاية يرفرف فوق مبنى مدينة سان فرانسيسكو.

اتخذت أول نسخة من علم الدب من قبل برلمان كاليفورنيا ووقع على قرار اعتماده الحاكم هيرام جونسون في 1911 كالعلم الرسمي للولاية.
نص قرار 1911 :
| علم كاليفورنيا | يتم هنا اختيار وتبني علم الدب كعلم ولاية كاليفورنيا.... يتكون علم الدب المذكور من علم بطول يساوي مرة ونصف عرض العلم؛ الخَمس أسداس العلوية من عرض العلم تكون حقلاً أبيض اللون، والسُدس السفلي من عرض العلم يكون شريطاً أحمر اللون؛ يجب أن يظهر في الحقل الأبيض في الزاوية العلوية اليسرى نجمة حمراء واحدة، وفي أسفل الحقل الأبيض تظهر كلمات "جمهورية كاليفورنيا (California Republic)"، وفي وسط الحقل الأبيض يظهر دب كاليفورنيا الرمادي على لوحة من العشب، في وضع المشي نحو يسار الحقل المذكور؛ يجب أن يكون الدب باللون البني الداكن ويبلغ طوله ثلث طول العلم المذكور. | علم كاليفورنيا |

قياسات علم كاليفورنيا

في 1953 تم تعميم قياسات وتصميم العلم بقرار من ايرل وارنر وأطلق عليه في العامة اسم علم الدب وفي الواقع نص القانون 420 يقول بأن علم الدب هو علم الولاية الرسمي.

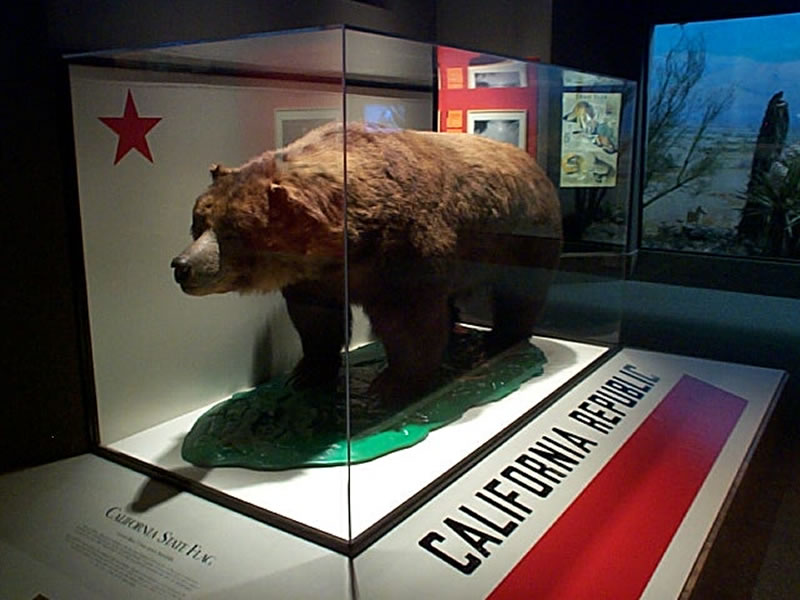
الدب "مونارش" هو معيار لعلم الدب.

العلم الحالي هو علم أبيض بشريط أحمر في الأسفل وهناك نجمة حمراء في الزاوية العلوية اليسرى ودب يتوجه نحو اليسار في الوسط يمشي فوق العشب. يشكل الدب ثلثي الجزء الأوسط علم النجمات الخمس مأخوذ من علم النجمة الوحيدة في 1836.
الدب الموجود في العلم الحالي يشابه آخر دب غريزلي أمسك في كاليفورنيا واسمه مونارش وقد أمسكه ألان كيلي. انتقل الدب إلى حديقة وودواردز في سان فرانسيسكو وبعد موته في 1911 احتفظ بجثمانه في أكاديمية العلوم بكاليفورنيا في حديقة جولدن جيت.

### الألوان
الألوان الموجودة في العلم هي:
| لون          | لون الكبل | بانتون | ألوان الويب | قيم RGB       |
| ------------ | --------- | ------ | ----------- | ------------- |
| أبيض         | 80002     | Safe   | #FFFFFF     | (255,255,255) |
| أحمر         | 80108     | 200    | #9E1A36     | (158,26,54)   |
| مابل سكري    | 80153     | 729C   | #B08A61     | (176,138,97)  |
| سييل         | 80192     | 462C   | #54472E     | (84,71,46)    |
| أخضر أيرلندي | 80120     | 348    | #368547     | (54,133,71)   |

- السييل مستعمل لظل الدب، والأوساخ في العشب، وخدود العلم وعبارة "CALIFORNIA REPUBLIC".
- الأحمر مستعمل للنجمة، ولسان الدب والشريط السفلي.
- الأخضر الأيرلندي مستعمل للعشب.
- محيط الدب ملون بالأبيض.

## التاريخ

### علم النجمة الوحيدة

علم النجمة الوحيدة في 1836.

في 1836 قاد خوان ألفارادو واسحق غراهام ثورة على الحكم المكسيكي. خلال الثورة الأولى أحكم الثوار قبضتهم على مونتمري وأعلنوا كاليفورنيا كدولة حرة. لكن الثوار لم يستطيعوا الحفاظ على الاستقلال مما أدى إلى تصميم علم ثورة الدب. كان علم النجمة الوحيدة لكاليفورنيا يحتوي على نجمة حمراء واحدة في محيط أبيض.

### الحرب الأهلية
خلال أزمة الانسحاب من الاتحاد في الجزء الأول من الحرب الأهلية في 1861 قام المنسحبون في مقاطعة لوس أنجلس ومقاطعة سان بيرناردينو برفع علم الدب عشعار ثورتهم.
الولايات الكونفدرالية الأمريكية

صورة افتراضية لعلم جيليس.

العلم الوحيد التابع للكونفدرالية الذي عثر عليه في كاليفورنيا في الحرب الأهلية كان في ساكرامنتو في 1861. خلال احتفالات عيد الاستقلال احتفل الانفصالي جيليس باستقلال الولايات المتحدة عن بريطانيا والولايات الجنوبية عن الاتحاد. وقام برفع علم من تصميمه في الشوارع لكن جاك بيديرمان وكورتيس كلارك قبضا عليه وعلمه العلم مأخوذ من علم الكونفدرالية الأول,.لكن الكانتون يحتوي على سبعة عشر نجمة علاوة عن نجمات الولايات السبع وحيث أن جاك هو الذي قبض على العلم فانه معروف أيضا باسم علم بيديرمان.

## قراءات أخرى
- Smilie, Robert A. (1975). The Sonoma Mission, San Francisco Solano de Sonoma: The Founding, Ruin and Restoration of California's 21st Mission. Valley Publishers, Fresno, CA. ISBN:0-913548-24-3.

## وصلات خارجية
- أعلام كاليفورنيا.
- في 1890 معرض صور للعلم.
- هبرت بانكروفت تاريخ كاليفورنيا، المجلد. V. 1846-1848 نسخة محفوظة 1 يناير 2014 على موقع واي باك مشين.
- تصمييم العلم. نسخة محفوظة 23 يوليو 2008 على موقع واي باك مشين.
- أعلام العالم: كاليفورنيا
- متحف العلم
- Sonoma State Historic Park Bear Flag Reference
- William Todd Quote on Bear Flag construction
- "Simeon Ide's A Sketch of the Life of William B. Ide". مؤرشف من الأصل في 2017-05-25. اطلع عليه بتاريخ 2008-01-30.